# 台湾廃油混入事件
台湾廃油混入事件（たいわんはいゆこんにゅうじけん）とは、2014年に台湾で起きた廃油混入事件。有害物質が含まれている廃油が食用の油に混入していたことが複数の食品企業大手で発覚し、食品の貿易通関の不正やラード買い取り事業の不備を突いて不正が横行していたのが食の安全を揺るがす事態になった。